# Wereldbeker veldrijden 1996-1997
Het vierde Wereldbekerseizoen veldrijden werd gereden in 1996-1997. De winnaar werd de Nederlander Adrie van der Poel. Het seizoen begon in Eschenbach op 27 oktober en eindigde op 19 januari in Heerlen. Het seizoen telde in totaal zes crossen die alleen voor de categorie mannen elite werden georganiseerd. In het Heerlense Hellegat stond wel een koers voor vrouwen in het bijprogramma.

## Mannen elite

### Kalender en podia
| Datum      | Locatie            | Eerste              | Tweede             | Derde               |
| ---------- | ------------------ | ------------------- | ------------------ | ------------------- |
| 26/10/1996 | Eschenbach         | Richard Groenendaal | Adrie van der Poel | Dieter Runkel       |
| 10/11/1996 | Prata di Pordenone | Richard Groenendaal | Adrie van der Poel | Wim de Vos          |
| 23/11/1996 | Praag              | Adrie van der Poel  | Dieter Runkel      | Luca Bramati        |
| 08/12/1996 | Nommay             | Richard Groenendaal | Daniele Pontoni    | Mario De Clercq     |
| 22/12/1996 | Koksijde           | Adrie van der Poel  | Erwin Vervecken    | Richard Groenendaal |
| 19/01/1997 | Heerlen            | Marc Janssens       | Adrie van der Poel | Thomas Frischknecht |

### Eindklassement
| Pos. | Renner              | Punten |
| ---- | ------------------- | ------ |
| 1    | Adrie van der Poel  | 96     |
| 2    | Richard Groenendaal | 94     |
| 3    | Marc Janssens       | 64     |
| 4    | Mario De Clercq     | 54     |
| 5    | Peter Van Santvliet | 47     |
| 6    | Thomas Frischknecht | 45     |
| 7    | Wim de Vos          | 41     |
| 8    | Dieter Runkel       | 40     |
| 9    | Erwin Vervecken     | 37     |
| 10   | Luca Bramati        | 37     |

### Puntenverdeling
De eerste vijftien crossers verdienden per rit de volgende punten:
| Positie | 1  | 2  | 3  | 4  | 5  | 6  | 7 | 8 | 9 | 10 | 11 | 12 | 13 | 14 | 15 |
| Punten  | 20 | 15 | 13 | 12 | 11 | 10 | 9 | 8 | 7 | 6  | 5  | 4  | 3  | 2  | 1  |

### Uitslagen
| #  | Naam                | Tijd     |
| -- | ------------------- | -------- |
| 1  | Richard Groenendaal | 1:01'21" |
| 2  | Adrie van der Poel  | + 1'01   |
| 3  | Dieter Runkel       | + 1'10"  |
| 4  | Marc Janssens       | + 1'21"  |
| 5  | Jérôme Chiotti      | + 1'29"  |
| 6  | Radomír Šimůnek     | + 1'38"  |
| 7  | Peter Van Santvliet | + 2'05"  |
| 8  | Mario De Clercq     | + 2'16"  |
| 9  | Luca Bramati        | + 2'42"  |
| 10 | Wim de Vos          | + 2'59"  |

| #  | Naam                | Tijd   |
| -- | ------------------- | ------ |
| 1  | Richard Groenendaal | 57'24" |
| 2  | Adrie van der Poel  | + 6"   |
| 3  | Wim de Vos          | + 20"  |
| 4  | Mario De Clercq     | + 22"  |
| 5  | Radomír Šimůnek     | + 26"  |
| 6  | Marc Janssens       | + 28"  |
| 7  | Dominique Arnould   | + 30"  |
| 8  | Jérôme Chiotti      | + 32"  |
| 9  | Erwin Vervecken     | z.t.   |
| 10 | Peter Van Santvliet | + 36"  |

| #  | Naam                | Tijd     |
| -- | ------------------- | -------- |
| 1  | Adrie van der Poel  | 1:03'05" |
| 2  | Dieter Runkel       | + 6"     |
| 3  | Luca Bramati        | + 8"     |
| 4  | Mario De Clercq     | + 10"    |
| 5  | Marc Janssens       | z.t.     |
| 6  | Beat Wabel          | + 12"    |
| 7  | Richard Groenendaal | + 16"    |
| 8  | Thomas Frischknecht | + 23"    |
| 9  | Peter Van Santvliet | + 34"    |
| 10 | Radomír Šimůnek     | + 40"    |

| #  | Naam                | Tijd     |
| -- | ------------------- | -------- |
| 1  | Richard Groenendaal | 1:02'00" |
| 2  | Daniele Pontoni     | + 15"    |
| 3  | Mario De Clercq     | + 39"    |
| 4  | Thomas Frischknecht | + 45"    |
| 5  | Adrie van der Poel  | + 54"    |
| 6  | Jérôme Chiotti      | + 1'19"  |
| 7  | Marc Janssens       | z.t.     |
| 8  | Erwin Vervecken     | + 1'30"  |
| 9  | Peter Van Santvliet | + 1'54"  |
| 10 | Beat Wabel          | + 2'36"  |

| #  | Naam                | Tijd     |
| -- | ------------------- | -------- |
| 1  | Adrie van der Poel  | 1:02'10" |
| 2  | Erwin Vervecken     | + 6"     |
| 3  | Richard Groenendaal | + 8"     |
| 4  | Thomas Frischknecht | + 18"    |
| 5  | Wim de Vos          | + 28"    |
| 6  | Luca Bramati        | + 35"    |
| 7  | Peter Van Santvliet | + 49"    |
| 8  | Beat Wabel          | + 1'02"  |
| 9  | Jérôme Chiotti      | + 1'03"  |
| 10 | Sven Nys            | + 1'08"  |

| #  | Naam                | Tijd     |
| -- | ------------------- | -------- |
| 1  | Marc Janssens       | 1:00'31" |
| 2  | Adrie van der Poel  | + 8"     |
| 3  | Thomas Frischknecht | + 39"    |
| 4  | Richard Groenendaal | + 54"    |
| 5  | Wim de Vos          | + 1'17"  |
| 6  | Jiri Pospisil       | + 1'40"  |
| 7  | Peter Van Santvliet | + 1'53"  |
| 8  | Erik Boezewinkel    | + 2'02"  |
| 9  | Dieter Runkel       | + 2'17"  |
| 10 | Luca Bramati        | + 2'29"  |

## Bijprogramma: Vrouwen elite
Heerlen
| # | Naam                | Tijd    |
| - | ------------------- | ------- |
| 1 | Annabella Stropparo | 30'06"  |
| 2 | Louise Robinson     | + 5"    |
| 3 | Isla Rowntree       | + 19"   |
|   |                     |         |
| 5 | Reza Ravenstijn     | + 1'09" |
| 6 | Inge Velthuis       | + 1'42" |

Kampioenschappen:  Wereldkampioenschappen · 
 Belgische kampioenschappen · 
 Nederlandse kampioenschappen
Klassementen:  Wereldbeker · 
 Superprestige · 
 GvA Trofee · 
 Challenge national
1993-1994 · 1994-1995 · 1995-1996 · 1996-1997 · 1997-1998 · 1998-1999 · 1999-2000 · 2000-2001 · 2001-2002 · 2002-2003 · 2003-2004 · 2004-2005 · 2005-2006 · 2006-2007 · 2007-2008 · 2008-2009 · 2009-2010 · 2010-2011 · 2011-2012 · 2012-2013 · 2013-2014 · 2014-2015 · 2015-2016 · 2016-2017 · 2017-2018 · 2018-2019 · 2019-2020 · 2020-2021 · 2021-2022 · 2022-2023 · 2023-2024 · 2024-2025